# Zombie di tutto il mondo unitevi
Zombie di tutto il mondo unitevi è un album del cantautore italiano Gianfranco Manfredi uscito nel 1977 per l'etichetta discografica indipendente Ultima Spiaggia.

## Tracce
Lato A (Zombie side)
1. Dagli Appennini alle bande – 4:18 (testo: Gianfranco Manfredi – musica: Claudio Dentes)
2. Un tranquillo festival pop di paura – 6:04 (testo: Gianfranco Manfredi – musica: Ricky Gianco)
3. Ultimo mohicano – 3:10 (testo: Gianfranco Manfredi – musica: Claudio Fabi)
4. Zombie di tutto il mondo unitevi – 5:01 (testo: Gianfranco Manfredi – musica: Claudio Fabi)

Lato B (Feto Side)
1. Gatte da pelare – 2:56 (testo: Gianfranco Manfredi – musica: Claudio Fabi)
2. Lamiento de Amor – 3:47 (testo: Gianfranco Manfredi – musica: Claudio Dentes e Giuliano Illiani)
3. Ogino Knaus – 3:51 (testo: Gianfranco Manfredi – musica: Roberto Colombo)
4. Feto di gruppo con signora – 3:27 (testo: Gianfranco Manfredi – musica: Ricky Gianco)
5. I modelli – 3:15 (Gianfranco Manfredi)
6. Nella diversità – 3:54 (testo: Gianfranco Manfredi – musica: Giuliano Illiani)

## Musicisti
- Gianluigi Belloni, basso (A1, B2-B3, B5-B6)
- Doriano Beltrame, tromba
- Roberto Colombo, tastiere e pianoforte; arrangiamenti (B3, B6)
- Flaviano Cuffari, batteria
- Lucio Fabbri, violino
- Claudio Fabi, tastiere e pianoforte; arrangiamenti (A3, A4, B1)
- Julius Farmer, basso (A2-A4, B1)
- Giulano Illiani, mandolino; arrangiamenti (A1, A2, B2, B4, B5)
- Maurizio Martelli, chitarre
- Bruno Nidasio, viola
- Mauro Pagani, violino
- Claudio Pascoli, sax
- Libero Pellacani, trombone
- Marco Ravasio, violoncello
- Cori: Françoise Goddard, Gianna Nannini, Ivan Cattaneo, Nanni Ricordi, Ricky Gianco, Roberto Manfredi